# Sugar Grove, Pennsylvania
Sugar Grove là một thị trấn thuộc quận Warren, tiểu bang Pennsylvania, Hoa Kỳ. Năm 2010, dân số của thị trấn này là 614 người.